# Governatorato di Suez
Il governatorato di Suez (arabo: محافظة السويس, Muḥāfaẓa as-Suwais) è un governatorato dell'Egitto che si trova nel nord-est del paese. Il capoluogo è Suez.
Il governatorato occupa un territorio che si estende lungo la riva nord-orientale del golfo di Suez, e sulle due rive della parte meridionale del canale di Suez, fino all'inizio dei Laghi Amari.
Ci sono cinque porti nel governatorato: El Sokhna, Tewfiq, Adabeya, El-Atka, e un porto dedicato per il carico e scarico del petrolio.
Il territorio è ricco di risorse naturali che comprendono calcare, argilla, carbone, petrolio, e marmo.
Nella zona vi sono anche siti di attrazione turistica e storica quali il centro medico e ricreativo di El Ein El Sokhna e la Chiesa cattolica romana di El-Khoor.
Nel 1975 è stata istituita una zona franca (Suez Free Zone) in due località:
- Port Tewfik (superficie di 75660 m²) adiacente al porto di Suez del recinto,
- Adabeya (superficie di 247208 m²) sulla costa a 5 chilometri di distanza dal porto di Adabeya.